# Aleksandr Łoktajew
Aleksandr Dmitrijewicz Łoktajew, ros. Александр Дмитриевич Локтаев, ukr. Ołeksandr Dmytrowycz Łoktajew, Олександр Дмитрович Локтаєв (ur. 10 stycznia 1994 w Bałakowie) – rosyjski i ukraiński żużlowiec.

## Życiorys
Na początku swojej kariery reprezentował Rosję. Od 2011 roku reprezentował Ukrainę. W roku 2014 ponownie startował dla Rosji, natomiast w 2015 roku powrócił do jazdy dla Ukrainy.
We wczesnych latach kariery, Łoktajew odnosił dobre wyniki w wielu turniejach. Jest dwukrotnym medalistą indywidualnych mistrzostw Rosji młodzików: złotym (2006) oraz srebrnym (2007), a także dwukrotnym złotym medalistą drużynowych mistrzostw Rosji młodzików (2005, 2006). 
W 2008, w wieku zaledwie 14 lat, pierwszy raz w karierze został indywidualnym mistrzem Ukrainy. W 2009 zdobył srebrny medal indywidualnych mistrzostw Rosji juniorów oraz brązowy medal indywidualnych mistrzostw Ukrainy juniorów. Sezon 2009 był jego pierwszym w profesjonalnych rozgrywkach ligowych. Miał podpisane kontrakty w ligach rosyjskiej (Turbina Bałakowo) oraz ukraińskiej (Szachter Czerwonogród). W obu drużynach wywalczył drużynowe mistrzostwo kraju.
Potencjał młodego zawodnika dostrzegł również ekstraligowy Falubaz Zielona Góra, kontraktując go na sezon 2010. W swoim debiutanckim sezonie w polskiej lidze wystartował w 15 meczach, w 35 wyścigach, w których zdobył łącznie 25 punktów i cztery bonusy, a jego średnia biegowa wyniosła 0,829. Najlepszy występ zaliczył w drugiej kolejce w meczu przeciwko Włókniarzowi Częstochowa, gdzie zdobył 7 punktów z bonusem (3,2*,2,0,0). Rok później został wypożyczony do RKMu Rybnik. 3 września 2011 z reprezentacją Ukrainy zdobył brązowy medal drużynowych mistrzostw świata juniorów (Bałakowo 2011).  
W sezonie 2012 zdobył kolejne medale reprezentacyjne: brązowy medal drużynowych mistrzostw Europy juniorów 2012 oraz złoto mistrzostw Europy par. Zaliczył wysoki postęp w wynikach względem poprzednich lat – Ligę polską ukończył ze średnią biegową wynoszącą 1,606. Startował również w indywidualnych mistrzostwach świata juniorów 2012, które ukończył na 11. miejscu. Sezon 2013 spędził na wypożyczeniu w jeżdżącej wówczas w ekstralidze Polonii Bydgoszcz. Startując w jej barwach, ukończył sezon ze średnią biegową 1,671 – najwyższą w dotychczasowej karierze spośród tych, które osiągnął w najwyższej polskiej lidze. 29 czerwca 2013 zdobył brązowy medal mistrzostw Europy par. Z powodu upadku wystartował tylko w dwóch biegach. W latach 2013–2014 w barwach Mega Łady Togliatti dwukrotnie zdobył Drużynowe mistrzostwo Rosji.    
24 lipca 2015 roku wyniki kontroli antydopingowej przeprowadzonej 28 czerwca po meczu z KS Toruń wykazały, że w organizmie Łoktajewa znajdują się pozostałości marihuany. Zawodnik dostał zakaz startów przez rok, ponadto musiał zapłacić 5 000 złotych kary.   
Do ścigania powrócił w 2016 roku, sezon dokończył w barwach Falubazu. Po jego zakończeniu rozwiązał kontrakt z tą drużyną i przeszedł do Orła Łódź. W barwach łódzkiego klubu jeździł w latach 2017–2018.   
W sezonie 2019 był zawodnikiem TŻ Ostrovii oraz Masarny Avesty. W 2020 ponownie podpisał kontarkt z Orłem Łódź
Sezon 2020 był dla Łoktajewa lepszy niż poprzednie. Z Łódzkim Orłem zajął 3. miejsce w I lidze, a sam osiągnął śr. biegową 2,111, ósmą najwyższą w lidze. Był bardzo bliski awansu do Grand Prix 2021 poprzez turniej Grand Prix Challenge w chorwackim Gorican. Po czterech seriach startów zajmował drugie miejsce za Krzysztofem Kasprzakiem z dorobkiem jedenastu punktów (3,3,3,2). W swoim ostatnim wyścigu Łoktajew zaliczył upadek, za co został z niego wykluczony. W ostatecznym rozrachunku zajął 4. miejsce w turnieju i nie wywalczył awansu do GP (Awans uzyskują zawodnicy z TOP 3). Organizatorzy przyznali mu jednak pierwsze miejsce wśród stałych rezerwowych GP 2021, co dało mu realną szansę na zostanie pierwszym ukraińskim żużlowcem w historii cyklu.   
Poza Orłem Łódź, w 2021 jeździł również dla Eskilstuny Smederny. 28 sierpnia 2021 roku zadebiutował w Grand Prix, zastępując kontuzjowanego Martina Vaculíka podczas Grand Prix Togliatti. Został pierwszym w historii ukraińskim żużlowcem, który wystartował w Grand Prix na żużlu. Ukończył zawody z dorobkiem sześciu punktów (1,1,2,0,2), co dało mu 11. miejsce i 6 punktów do klasyfikacji generalnej. W tym samym roku zdobył trzecie IM Ukrainy, a z Eskilstuną został drużynowym wicemistrzem Szwecji. Po sezonie 2021 zmienił klub zarówno w Polsce, jak i w Szwecji – Na 2022 podpisał kontrakt z PSŻ Poznań oraz z Vetlandą Speedway. Został również zawodnikiem Region Varde Speedway. Z powodu inwazji Rosji na Ukrainę nie mógł opuścić kraju, w związku z czym nie wystąpił w żadnym meczu.

## Przynależność klubowa
Rosja
- Turbina Bałakowo (2009)
- Mega-Łada Togliatti (2013–2015)

Ukraina
- Szachter Czernowograd (2009–2010)

Dania
- Holstebro Speedway Klub (2010–2013)
- Holstebro Speedway Klub (2016)
- Region Varde Speedway (2022–)

Polska
- Falubaz Zielona Góra (2010–2016)
  - RKM Rybnik (2011; wyp.)
  - Polonia Bydgoszcz (2013; wyp.)
- Orzeł Łódź (2017–2018)
- TŻ Ostrovia (2019)
- Orzeł Łódź (2020–2021)
- PSŻ Poznań (2022–2024)
- Polonia Bydgoszcz (2025-)

Szwecja
- Örnarna Mariestad (2012)
- Hammarby IF (2013)
- Dackarna Målilla (2014)
- Lejonen Speedway (2017)
- Masarna Avesta (2019)
- Eskilstuna Smederna (2021)
- Vetlanda Speedway (2022)

Niemcy
- MSC Diedenbergen (2012)
- ST Wolfslake (2013)

## Starty w Grand Prix (indywidualnych mistrzostwach świata na żużlu)

### Punkty w poszczególnych zawodachGrand Prix
| Sezon 2021       |                  |                     |                     |                    |                    |                      |                      |                   |                   |                   |         |         |         |         |         |         |         |         |         |         |         |         |         |         |        |        |        |        |        |        |        |        |        |        |        |        |        |        |
| GP Czech – Praga | GP Czech – Praga | GP Polski – Wrocław | GP Polski – Wrocław | GP Polski – Lublin | GP Polski – Lublin | GP Szwecji – Målilla | GP Rosji – Togliatti | GP Danii – Vojens | GP Polski – Toruń | GP Polski – Toruń | miejsce | miejsce | miejsce | miejsce | miejsce | miejsce | miejsce | miejsce | miejsce | miejsce | miejsce | miejsce | miejsce | miejsce | punkty | punkty | punkty | punkty | punkty | punkty | punkty | punkty | punkty | punkty | punkty | punkty | punkty | punkty |
| –                | –                | –                   | –                   | –                  | –                  | –                    | 6                    | –                 | –                 | –                 | 21      | 21      | 21      | 21      | 21      | 21      | 21      | 21      | 21      | 21      | 21      | 21      | 21      | 21      | 6      | 6      | 6      | 6      | 6      | 6      | 6      | 6      | 6      | 6      | 6      | 6      | 6      | 6      |

| Statystyki        | Statystyki |
| ----------------- | ---------- |
| Starty            | 1          |
| Zwycięstwa        | 0          |
| Miejsca na podium | 0          |
| Finalista         | 0          |
| Punkty            | 6          |

## Pozostałe osiągnięcia

### Osiągnięcia indywidualne
- Indywidualne Mistrzostwa Świata Juniorów
  - 2011 – 10. miejsce
  - 2012 – 11. miejsce
  - 2015 – 23. miejsce

- Indywidualne Mistrzostwa Europy
  - 2011 – 4. miejsce
  - 2018 – 20. miejsce

- Indywidualne Mistrzostwa Ukrainy
  - 2008 – 1. miejsce
  - 2009 – 5. miejsce
  - 2010 – 2. miejsce
  - 2011 – 2. miejsce
  - 2012 – 1. miejsce
  - 2017 – 4. miejsce
  - 2021 – 1. miejsce

- Młodzieżowe Indywidualne Mistrzostwa Ukrainy
  - 2009 – 3. miejsce
  - 2010 – 4. miejsce

### Osiągnięcia drużynowe
- Drużynowe Mistrzostwa Świata Juniorów
  - 2011 – 3. miejsce
  - 2014 – 7. miejsce

- Drużynowe Mistrzostwa Europy Juniorów
  - 2010 – 6. miejsce
  - 2011 – 8. miejsce
  - 2012 – 3. miejsce
  - 2013 – 4. miejsce

- Mistrzostwa Europy Par
  - 2012 – 1. miejsce
  - 2013 – 3. miejsce
  - 2015 – 8. miejsce
  - 2018 – 8. miejsce
  - 2019 – 9. miejsce

- Drużynowe Mistrzostwa Danii
  - srebro: 1 (2011)

- Drużynowe Mistrzostwa Niemiec
  - srebro: 1 (2013)

- Drużynowe Mistrzostwa Polski
  - srebro: 1 (2010)
  - brąz: 1 (2016)

- Drużynowe Mistrzostwa Rosji
  - złoto: 3 (2009, 2013, 2014)
  - brąz: 1 (2015)

- Drużynowe Mistrzostwa Szwecji
  - srebro: 1 (2021)

- Drużynowe Mistrzostwa Ukrainy
  - złoto: 1 (2009)
  - srebro: 1 (2010)